# Zarhón
Zarhón (en árabe: زرهون‎, en francés: Zerhoun) es una localidad marroquí perteneciente al municipio de Bab Taza, en la región de Tánger-Tetuán-Alhucemas. Desde 1912 hasta 1956 perteneció a la zona norte del Protectorado español de Marruecos.